# U 522
U 522 war ein deutsches U-Boot der Kriegsmarine vom Typ IX C, das im Zweiten Weltkrieg eingesetzt wurde.

## Geschichte
Der Bauauftrag für das Boot wurde am 14. Februar 1940 an die Deutsche Werft in Hamburg vergeben. Am 9. Juli 1941 wurde es dort auf Kiel gelegt. Der Stapellauf war am 1. April 1942. Am 11. Juni 1942 wurde U 522 unter Kapitänleutnant Herbert Schneider in Dienst gestellt.
Bis Oktober 1942 war das Boot zur Ausbildung der 4. U-Flottille in Stettin zugeteilt. Danach gehörte es bis zu seinem Untergang der 2. U-Flottille in Lorient als Frontboot an. Als Turmwappen führte es das Bild einer Hexe, oder eines Tauchers, der auf einem Besen reitet.

### Einsätze
U 522 unternahm zwei Feindfahrten. Dabei versenkte es insgesamt sieben Schiffe mit 45.826 BRT und beschädigte zwei weitere mit 12.479 BRT.

#### Erste Feindfahrt
U 522 lief am 8. Oktober 1942 von Kiel zu seiner ersten Feindfahrt aus. Es operierte im Nordatlantik, südlich von Grönland und östlich von Neufundland (zeitweise mit dem Wolfsrudel „Kreuzotter“). Das Boot versenkte dabei aus zwei Geleitzügen vier Schiffe mit zusammen 20.077 BRT und torpedierte ein weiteres Schiff mit 5.496 BRT. Am 2. Dezember 1942 erreichte U 522 seinen künftigen Stützpunkt Lorient.
- 2. November 1942: Versenkung des griechischen Dampfers Mount Pelion (5.655 BRT) (Lage). Das Schiff gehörte zum Konvoi SC-107. Es gab sieben Tote und 32 Überlebende.
- 2. November 1942: Torpedierung des britischen Dampfers Hartington (5.496 BRT). Er gehörte zum Konvoi SC-107. Das Schiff wurde später durch U 521 versenkt, wobei es 24 Tote und 24 Überlebende gab.
- 2. November 1942: Versenkung des britischen Frachters Maritima (5.801 BRT) (Lage). Das Schiff gehörte zum Konvoi SC-107. Es gab 32 Tote und 27 Überlebende.
- 2. November 1942: Versenkung des griechischen Dampfers Parthenon (3.189 BRT) (Lage). Das Schiff gehörte zum Konvoi SC-107. Es gab sechs Tote und 23 Überlebende.
- 18. November 1942: Versenkung des amerikanischen Dampfers Yaka (5.432 BRT) (Lage). Das Schiff gehörte zum Konvoi ONS-144. Alle 52 Besatzungsmitglieder überlebten.

#### Zweite Feindfahrt
Am 31. Dezember 1942 verließ U 522 Lorient zu seiner zweiten Feindfahrt. Das Operationsgebiet lag im Mittelatlantik, etwa zwischen den Kanarischen Inseln und den Azoren. Hierbei operierte das Boot zeitweise mit dem Wolfsrudel „Delphin“. Bei zwei Geleitzugangriffen wurden drei Schiffe mit insgesamt 25.749 BRT versenkt und ein Schiff mit 6.983 BRT beschädigt. U 522 kehrte von dieser Fahrt nicht zurück.
- 9. Januar 1943: Versenkung des norwegischen Tankers Minister Wedel (6.833 BRT) (Lage). Das Schiff gehörte zum Konvoi TM-1. Alle 38 Besatzungsmitglieder überlebten.
- 9. Januar 1943: Versenkung des panamaischen Tankers Norvik (10.034 BRT) (Lage). Das Schiff gehörte zum Konvoi TM-1. Es gab zwei Tote und 43 Überlebende.
- 11. Januar 1943: Torpedierung des britischen Tankers British Dominion (6.983 BRT). Das Schiff gehörte zum Konvoi TM-1. Es wurde wenig später durch U 620 versenkt, wobei es 33 Tote und 16 Überlebende gab.
- 23. Februar 1943: Versenkung des britischen Tankers Athelprincess (8.883 BRT) (Lage). Das Schiff gehörte zum Konvoi UC-1. Es gab einen Toten und 50 Überlebende.

### Versenkung
U 522 wurde am 23. Februar 1943, bei einem weiteren Angriff auf den Geleitzug UC 1, von dem britischen Coast Guard Kutter HMS Totland auf der Position 31° 27′ N, 26° 22′ W mit Wasserbomben versenkt. Alle 51 Mann der Besatzung kamen dabei ums Leben.